# 吴凑
吴凑（730年—800年），濮州濮阳县人，唐朝外戚，官员。

## 生平
章敬皇后弟弟，唐代宗舅舅。他的祖辈和父亲都是今四川一带的县令和县丞之类的小官。宝应二年（763年），其外甥唐代宗开始大封母族，家族由此兴盛。与兄吴溆同日开府，授太子詹事，俱封濮阳郡公。又记为“太子詹事，临濮县公；并加开府仪同三司”。吴凑以兄弟皆授官三品，固辞太过，要求降低官职。于是任命吴凑为检校太子宾客，兼太子家令，充十宅王使。累迁左金吾卫大将军。
吴凑性格“小心谨慎，智识周敏，特承顾问，偏见委信”，深得唐代宗信任。大历末年，丁继母丧免职。建中初年，起为右卫将军，兼通州刺史。贞元初年，入为太子宾客，出为福州刺史、御史中丞、福建观察使。唐德宗又以吴凑为陕州大都督府长史、陕虢观察使。刘玄佐逝世，以吴凑检校兵部尚书、汴州刺史、御史大夫、宣武军节度使。后授右金吾卫大将军。贞元十四年（798年），授京兆尹。
吴凑病重时，不召巫医，药不入口，家人泣而勉之。他说：“吾以凡才，滥因外戚进用，起家便授三品，历显位四十年，寿登七十，为人足矣，更欲何求？古之以亲戚进用者，罕有善终，吾得归全以侍先人，幸也。”唐德宗知道后，下令御医进药，不获已，服之。贞元十六年（800年）四月逝世，时年七十一，追赠尚书左仆射，德宗罢朝一日。